# Opportunity (film 1918)
Opportunity è un film muto del 1918 diretto da John H. Collins.

## Trama
Henry Clay Willard proibisce alla figlia Mary di assistere a incontri sportivi. Lei, allora, per poter vedere un combattimento di boxe, si traveste da ragazzo mettendosi gli abiti del fratello. Trova un posto da sedere vicino a Anthony Fry, ricco uomo d'affari che si porta a casa il "ragazzo". Il detective di casa, davanti a quello strano giovanotto, ha qualche sospetto su di lui e si mette a indagare. Dopo tutta una serie di equivoci, Johnson Bowler, amico di Fry, viene in visita. Inattesa, giunge anche sua moglie Beatrice che trova nell'appartamento una sconosciuta, ovvero Mary, che lei prende per l'amante del marito. Dopo l'arrivo di Willard, il padre della ragazza, tutto si chiarisce: Mary e Fry, contenti di essersi conosciuti, decidono di sfruttare quell'opportunità, iniziando una felice relazione.

## Produzione
Il film fu prodotto dalla Metro Pictures Corporation.

## Distribuzione
Distribuito dalla Metro Pictures Corporation, il film uscì nelle sale cinematografiche statunitensi il 1º luglio 1918.
Copia del film - un positivo 35 mm - viene conservata negli archivi dell'International Museum of Photography and Film at George Eastman House